# Wolfsgraben
Wolfsgraben  är en ort och kommun  i Österrike. Den ligger i distriktet Sankt Pölten-Land i förbundslandet Niederösterreich, 18 kilometer väster om huvudstaden Wien.